# Enchiridion indulgentiarum
Enchiridion Indulgentiarum, o Enchiridion de Indulgencias, es un documento publicado por la Penitenciaría apostólica en el que se detallan las concesiones de indulgencias vigentes, tanto parciales como plenarios, además de las normas que regulan la concesión y usufructo de estas indulgencias. El último Enchridion publicado corresponde a la cuarta edición, de julio de 1999.
Si bien el Enchiridion es el compendio oficial ordinario de las indulgencias que los fieles cristianos pueden recibir, el romano pontífice concede regularmente indulgencias extraordinarias -generalmente en ocasiones especiales, como la pasada Jornada Mundial del Enfermo o la última Jornada Mundial de la Juventud- que no aparecen en este documento.
- Datos: Q1340004